# Château des Rois ducs
Le château des rois-ducs est un château fort situé sur la commune française de Sauveterre-la-Lémance, dans le département de Lot-et-Garonne en région Nouvelle-Aquitaine.

## Localisation
Bâti sur un éperon rocheux, le château surplombe les vallées de la Lémance et du Sendroux. Il se situe non loin du Périgord noir (Dordogne) et du Quercy (Lot).

## Historique
Le château de Sauveterre est construit en 1289, et les premières traces écrites datent de 1290. En 1304, Raymond Hugues de Tarnac est nommé châtelain et bailli, ce qui témoigne d’un système de rémunération mixte et d’une administration royale récente. Il est probablement le premier châtelain du site. Les travaux de 1304 suggèrent que la construction fut retardée ou modifiée à cause de la guerre de Gascogne.
Un village fortifié, appelé « la ville », s’est développé simultanément au château. Bien qu’on ne connaisse pas les détails de son organisation, l’octroi d’un consulat et la présence d’enceintes suggèrent qu’il s’agissait d’un castelnau structuré, conçu en lien étroit avec la forteresse, malgré les contraintes topographiques.
Pendant la guerre de Saint-Sardos (1323–1324), Sauveterre est intégré dans le système défensif du roi d’Angleterre, qui investit pour renforcer plusieurs places fortes, dont Sauveterre. Le château joue un rôle logistique, bien qu'aucun combat n’y soit documenté.
Durant la guerre de Cent Ans, Sauveterre change plusieurs fois de main. En 1346, il est sous contrôle français avec Evrard de la Roche comme capitaine. En 1348, Édouard III le cède à Bertrand de Durfort, ce qui suggère une reprise anglaise. Mais dès 1352, Hugues de Blanquefort le reprend pour le roi de France. Ces allers-retours témoignent des enjeux militaires et politiques locaux. Après 1360, suite au traité de Brétigny, le site redevient anglais.
En 1432, Naudonnet de Lustrac, baron puissant de l’Agenais, prend le contrôle du château. Il devient capitaine de plusieurs places fortes et joue un rôle administratif important pour le roi de France. Il touche des sommes importantes pour la garde de ces places, ce qui montre l’intérêt stratégique du site à cette époque.
Enfin, en 1476, le lieu est donné à Jean de Sermet pour services rendus contre les Anglais. Sa famille s’installe durablement à Sauveterre, devenant la première dynastie seigneuriale stable du site. Jean de Sermet atteint le poste de gouverneur du Périgord en 1480, illustrant l’ascension sociale de cette lignée.
Le château passera au millieu du 16ᵉ siècle à Antoine de St Astier après un procès avec les Cugnac sur l'héritage des Sermet. Puis au début du 17ᵉ siècle, par mariage, à une branche de la famille de Losse jusqu'à la Révolution.
Il est brûlé en 1789 lors de la Révolution française.
Il fut acheté par l'aviateur Jean Mermoz en 1936, un an avant sa mort.
Le château en totalité, ainsi que son terrain d’assiette et son fossé, font l’objet d’un classement au titre des monuments historiques par arrêté du 19 septembre 2003,.

## Description
Le château de Sauveterre la Lémance est placé sur un site géographique des plus intéressants, car il domine deux vallées dont celle de la lémance avec un surplomb de plus de 70 mètres. La forteresse est elle-même positionnée au bout d’un éperon rocheux qui affleure à une hauteur référencée de cent 19 mètres, ce qui lui donne une possibilité de surveillance territoriale particulièrement étendue et une difficulté d’accès particulièrement importante. Cette forteresse a des dimensions plutôt imposantes si l’on se replace dans le contexte historique et castral du XIIIe siècle. Elle se compose de deux tours mineures, la première orientée à l’ouest, la seconde au nord, et d’une tour majeure, le donjon. Les trois tours sont reliées les unes aux autres, toutes au même niveau, celui du premier étage, par le mur d’enceinte sur lequel se matérialise le chemin de ronde.La forteresse dans sa plus grande longueur, de la tour Ouest à la porte de la basse-cour, dépasse les cent mètres.Le château, proprement dit, atteint des dimensions tout à fait acceptables pour l’époque. A savoir une longueur (est-ouest), du donjon à la tour Ouest, d’un peu moins de 70 mètres et d’une largeur (nord-sud), de la tour Nord à l’enceinte, de plus de 40 mètres. Le tout prend la forme d’un pentagone allongé à l’ouest.La basse-cour, quant à elle, est délimitée d’un côté, par le donjon et la partie sud de l’enceinte du château, et de l’autre, d’un mur rectiligne fortifié de meurtrières. Au bout de ce mur, au sud, est placée la porte principale (et peut être unique) de la basse-cour, qui s’intègre dans une tour carrée, de petite taille, aujourd’hui partiellement en ruine. Le fossé a été creusé dans le rocher, au pied du mur de la basse-cour, créant ainsi un site d’éperon barré. L’ensemble se développe sur une superficie avoisinant le demi-hectare (5000 m2), fossé exclu. La totalité des constructions est assez homogène au niveau structurel, les éléments architecturaux du XIIIe siècle ont été construits à l’aide de pierres de taille, moyen appareil, bien équarries, jointées à la chaux.
Le donjon
La tour maîtresse de cet édifice a été construite en suivant un plan géométrique particulier. En effet, cette tour, dans sa partie interne, est parfaitement hexagonale. Par contre la partie externe suit partiellement cette forme puisque la moitié du donjon, partie donnant sur la basse-cour donc sur la face la plus exposée, est circulaire et cela de manière légèrement outre-passée. Les dimensions de cette tour maîtresse sont assez imposantes. Son diamètre atteint les 13 mètres, la structure repose sur des murs d’une épaisseur de 3,5 mètres, et l’ensemble mesure 20 mètres de hauteur. Le donjon est composé de 2 étages, dont le premier et le second sont reliés par un escalier en vis placé à l’intérieur du mur. Le rez de chaussé est aveugle, comme pratiquement toute la tour. On y accède uniquement par une trappe située au centre de la pièce du premier étage.Un autre détail permet de montrer la possibilité d’un étage supplémentaire. Il s’agit de trous de poutres placés dans le mur de la pièce du rez-de-chaussée. La hauteur de la pièce dépassant les neuf mètres, il semble possible qu’un plancher puisse avoir été installé de façon à multiplier la capacité d’accueil ou le volume utilisable de la pièce. Le premier étage n’est lui accessible que par deux portes percées, la première dans le mur nord de la tour et la seconde au sud. Toutes les deux donnent sur le chemin de ronde, relient le donjon à la tour Nord d’un côté, et le corps de logis du XIIIe siècle de l’autre. Cette pièce semble avoir eu pour vocation l’habitat, malgré le manque d’ouvertures, puisqu’on y trouve une grande cheminée simple et peu ouvragée dans la face ouest, et des latrines en encorbellements. Les deux pièces créées par le rez-de-chaussée et le premier étage, sont les plus ouvragées puisqu’elles sont voûtées avec des croisées d’ogives sexpartites sur plan hexagonal. Gardelle décrit la voûte du rez-de-chaussée comme une « coupole à pans avec clef percée d’un oculus » et celle du premier étage « voûté sur six branches d’ogives prismatiques partant de culots coniques ». Quant au deuxième étage, il s’agit de la partie sommitale du donjon, une simple plateforme crénelée, qui reprend la forme générale de la tour à savoir demi circulaire et demi hexagonale. Cette plate-forme crénelée ne présente aucune meurtrière et ne laissait pas la possibilité d’installer des hourds. Cette disposition fait du donjon un réel organe de commandement, puisque de là on peut surveiller, défendre et au besoin battre les deux autres tours ainsi que le rempart de la basse-cour.
La tour Nord
Cette tour est plus basse et plus petite que le donjon, et ses dimensions, bien que moindre, n’en sont pas pour autant dérisoires, bien au contraire. Son diamètre avoisine les 9 m et l’épaisseur des murs atteint 1,4 mètre. Sa hauteur ne nous est pas connue actuellement car cette tour n’a pas entièrement traversé les siècles. Il nous manque toute la partie haute qui pourrait être la plate-forme sommitale. Sa forme est aussi difficile à définir que le celle du donjon. En effet, sa disposition interne est hexagonale, comme toutes les tours du château, et ce sur tous ses étages. Sa disposition externe est dissymétrique. Elle comprend un quart de cercle au nord et le reste peut être assimilé à un hexagone (le quart de cercle prendrait la place de deux des côtés de l’hexagone). Ce même hexagone est intégré aux murs d’enceinte. Cette tour possédait plusieurs étages dont seul le premier nous est resté. On accède à cette tour par une porte au rez-de-chaussée qui donne sur une pièce voûtée d’une croisée d’ogive sexpartite sur plan hexagonal. Cette pièce est percée de deux archères cruciformes simples à étriers, dans sa partie circulaire, ainsi que d’un petit couloir donnant sur des latrines en encorbellements. On monte au premier étage par un escalier en vis placé à l’intérieur des murs (partie ouest), qui permet également d’accéder au chemin de ronde de l’enceinte nord. Ce premier étage se compose d’une pièce hexagonale, voûtée d’ogive sexpartite sur le même plan, percée dans sa partie circulaire d’une archère cruciforme double à étriers et d’une petite fenêtre haute et étroite en arc brisé. Cette pièce comporte aussi une grande cheminée ainsi qu’une porte (partie sud) qui permet d’aboutir par une petite portion d’enceinte au donjon. Là aussi, comme dans le donjon, on retrouve des trous de poutres. Ils sont placés à deux mètres cinquante du sol et d’ailleurs actuellement un plancher y a été replacé.C’est de cette tour que la partie de vallée de la Lémance, qui remonte vers Villefranche du Périgord, est la plus visible. C’est aussi d’ici qu’il est possible d’exercer une surveillance sur le mur nord du village et c’est de cette même tour qu’un commandement peut être exercé sur l’enceinte nord.
La tour Ouest
La tour Ouest est placée en bout de l’éperon et dans la partie la plus excentrée du château. Sa forme est pratiquement identique à celle du donjon, demi-cercle sur l’extérieur et demi-hexagonale sur l’intérieur, quant à sa forme interne, elle est la même que les autres tours : hexagonale. Cette tour est la plus petite des trois car elle ne mesure que 12 mètres cinquante, du haut du crénelage jusqu’au sol de la cour intérieure. L’épaisseur des murs atteint un mètre soixante, et son diamètre dépasse les huit mètres cinquante. Elle se développe sur deux étages, créant ainsi deux pièces habitables et une plate-forme sommitale. On accède au rez-de-chaussé par un petit couloir à double ouverture où ingénieusement, les deux portes s’ouvrent sur l’intérieur du couloir de façon à pouvoir isoler la tour ou s’y retrancher. Entre ces portes se situe un autre petit couloir perpendiculaire au premier qui mène, dans l’épaisseur du mur, à des latrines en encorbellement. La pièce de ce niveau est voûtée par une croisée d’ogive sexpartite sur plan hexagonal avec une clef de voûte représentant une rose. On peut voir à travers cette sculpture le symbole des rois d’Angleterre. Cette pièce est percée de trois meurtrières en rame inversé à étrier, disposition que l’on pourrait décomposer en deux morceaux : la pelle, partie la plus large et manche la plus fine, offre deux avantages. Le premier de créer par la pelle une ouverture suffisamment large pour faire office de fenêtre. Le second d’ouvrir par le manche de réels organes de tir d’autant plus qu’à son extrémité se situe l’étrier la meurtrière, orientée vers le nord, présente les traces d’une transformation : il reste taillés dans les pierres les stigmates d’ouvertures horizontales. Cette forme est présente dans les autres meurtrières cruciformes, ce qui tend à démontrer que lors de la construction, il y eut un changement, après coup, de la forme des meurtrières de cette tour. On monte au premier étage par un escalier en vis aménagé dans l’épaisseur du mur (dans sa partie sud). Par cet escalier, on accède également au mur d’enceinte sud et au deuxième étage, le sommet crénelé de la tour. La pièce créée par cet étage est bien sûr hexagonale, et donne accès à l’autre chemin de ronde. Elle est percée de trois ouvertures : deux fenêtres à demi-meneaux, l’une à l’ouest l’autre à l’est, et une petite baie à arc brisé semblable à celle de la tour Nord. Elle contient de plus une grande cheminé. Tous ces aménagements intérieurs montrent que cette tour présentait un aspect militaire mais aussi une utilité pour le logement.Le point intéressant à soulever, est la différence d’appareil entre le rez-de-chaussée et le premier étage. Là les pierres sont bien plus petites, et c’est le seul cas de ce genre dans tout le château. Il paraît donc évident que cette tour a été surélevée.
Enceintes
L’enceinte de la haute cour se divise en trois parties : la première dite « sud », va de la porte à la tour Ouest. La seconde dite « nord » part de cette même tour et rejoint la tour Nord. La dernière, « nord-est », relie la tour Nord au donjon. La porte primitive fut en partie refaite, on retrouva son véritable emplacement grâce à sa base, où les pierres étaient encore discernables. Elle se trouve au rez-de-chaussée sur la face sud de ce qui dut être le corps de logis primitif. Une autre ouverture fut percée pratiquement au pied du donjon, certainement au XVe siècle car son positionnement va à l’encontre de toutes les règles de défenses. Elle n’est pas protégée par le donjon qui ne flanque pas cette partie de mur, il n’y a pas d’organe de tirs dans son axe, et si un crénelage fut présent, il ne semble pas que ce soit dans l’optique de protéger une porte. Il semblerait donc que cette porte ait été percée après les années de conflits, dans un but de commodité afin de mieux accéder à la haute cour. Le mur d’enceinte sud est le moins épais, mais sa largeur atteint tout de même un mètre quarante, et il s’élève à trois mètres cinquante au-dessus de la cour intérieur (le double à l’extérieur). Ce mur est percé de cinq meurtrières cruciformes à étriers, et est surmonté d’un chemin de ronde sur toute sa longueur (23/24 mètres). La deuxième partie de l’enceinte, au nord-ouest, est un peu plus épaisse : elle va jusqu'à un mètre quatre-vingt de large, pour une hauteur (interne) de cinq mètres quatre-vingt et une longueur totale (entre les tours Ouest et Nord) d’approximativement quarante-cinq mètres. Elle n’est percée que d’une meurtrière cruciforme à étriers, mais deux latrines en encorbellement ont été construites dans l’épaisseur du mur, ainsi que deux doubles fenêtres identiques à celle de la tour nord (emplacement hypothétique d’une chapelle). La dernière partie du rempart est la plus courte mais la plus haute et la plus épaisse. En effet, sa longueur n’atteint pas les quinze mètres, mais par contre, le mur fait deux mètres quatre-vingt de large pour une hauteur de neuf mètres cinquante. Les différentes dimensions des parties de l’enceinte s’expliquent par l’objectif attribué à chacun des secteurs. La partie la plus large et la plus haute est ainsi car elle figure directement sur un axe d’attaque non protégé par la basse-cour. Il lui faut donc contrebalancer cette différence, ce qui est complété par une impressionnante meurtrière à étriers, et par la présence de corbeaux au niveau des remparts. Cet encorbellement pourrait révéler l’emplacement de mâchicoulis, mais le rattachement du mur au niveau du donjon n’est lui pas décalé. Il semblerait donc que ce mâchicoulis n’ait pas compris la totalité de cette partie d’enceinte, ce qui semble étonnant. Nous pouvons donc penser que ces corbeaux, il en reste trois, étaient en fait la base d’une bretèche, qui permettait la surveillance du pied de la muraille. On retrouve la même disposition de l’autre côté du donjon au-dessus de la porte du XVe siècle, ce qui serait son seul organe de défense. Peut-on conclure à un rajout tardif de deux bretèches, l’une au-dessus de la nouvelle porte et l’autre au-dessus d’un mur très exposé, cela de façon à pallier le manque d’encorbellement général des crénelages, notamment sur ces deux points. La partie nord est plus épaisse que la partie sud car elle supportait des habitations, comme nous le prouve les deux latrines et les deux fenêtres. Cela avait pour effet de multiplier la force de poussée sur ce mur, ce qui obligea l’augmentation de sa largeur. Ce qui n’est pas le cas du mur sud qui lui, ne supportait directement aucun bâtiment. De plus, le mur sud était protégé des attaques par la pente naturelle de l’éperon, ce qui autorisait un mur moins fort.
Habitat
Les bâtiments d’habitation sont ceux qui ont le plus souffert au cours des derniers siècles puisque ce sont eux qui ont pratiquement disparus, mais heureusement ils ont laissé leurs empreintes. Il ne reste sur pied, actuellement et hors rénovations, qu’une partie du logis du XIIIe siècle, qui se situe au-dessus de la porte, et dont on peut encore voir une grande cheminée au premier étage. Il est probable qu’un autre étage ait existé mais cela reste hypothétique, les vestiges de ce bâtiment étant peu bavards. De plus deux grands corbeaux sont encore en place au niveau du premier étage. Ils supportaient certainement un balcon, vu leurs dimensions et dispositions, ce qui les fait appartenir aux transformations du XVe siècle. Il subsiste aussi une partie des bâtiments du XVe siècle, accolés au logis primitif, avec notamment une petite tour où est logé un escalier en vis, qui devait desservir un corps de bâtiment. Les vestiges de ce bâtiment, en plus de l’escalier, sont des trous de poutre matérialisant deux étages. Il est même fortement possible qu’un troisième étage ait existé, puisqu’ il semblerait que l’escalier monte encore après le second niveau, mais cette partie est complètement détruite. L’autre zone d’habitat est le mur sud, comme déjà précisé, mais on peut ajouter ici que dans sa face interne, ce mur présente une rangée de trous de poutre, qui peut être assimilé à un étage, et une rangée de corbeaux, qui pouvait soutenir soit un autre étage, soit une charpente. La citerne est un des éléments domestiques remarquables. Elle est placée au pied de la tour Nord et contre la partie de rempart nord-est. Cette citerne collectait les eaux de pluie grâce à une grande ouverture circulaire aménagée dans son « toit ». Pour aller recueillir l’eau, il fallait descendre quelques marches d’un petit escalier qui menait aux pieds (enterrés) de la citerne, où une ouverture, à une cinquantaine de centimètres du sol, servait de robinet. Le problème de l’eau n’avait pas été pris à la légère puisqu’en plus de cette citerne, il existait un puit et une autre citerne à ciel ouvert dans la cour. Une rangée de corbeaux est encore présente au-dessus de la grande citerne, on peut donc en déduire la présence de structures, certainement domestiques à ce niveau-là. Aucun vestige d’habitation n’a été à l’heure actuelle repéré dans la basse-cour, ce qui laisse penser que la zone d’habitation était exclusivement à l’intérieur de la haute cour.
Basse-cour et fossé
Les seuls vestiges de l’enceinte de la basse-cour, sont représentés par un mur rectiligne approximativement orienté nord-sud, surplombant le fossé. Il mesure quarante-quatre mètres de long et a une épaisseur de mur de 1,2 à 1,4 mètre. Sa hauteur actuelle avoisine les 3,5 mètres (hors crénelage qui a disparu). Ce rempart domine le fossé, qui fut taillé dans le rocher et dont la profondeur atteint, à son extrémité nord, 6,5mètres et s’étale tout le long du rempart sur une largeur de 24 mètres. L’ensemble rempart/fossé permettait d’obtenir un obstacle vertical de dix mètres. Le mur quant à lui, est puissamment fortifié puisque huit meurtrières cruciformes à étriers y ont été percés. De plus, ce mur possédait un chemin de ronde au-dessus de la rangée de meurtrières, auquel on accédait par un escalier jouxtant la tour d’entrée, et qui devait aussi permettre de monter au corps de garde. Le regroupement des avantages militaires du fossé et du rempart forme un élément dissuasif dans les tentatives d’attaques. En effet le fossé, par sa paroi rocheuse (qui ralentit voire même empêche, dans la mesure du possible, le travail de sape) ainsi que par sa profondeur alliée à la hauteur du mur, représente les premières difficultés opposées à l’assaillant. Cette défense passive est complétée par un aménagement actif de la muraille, se matérialisant par les meurtrières et le chemin de ronde, le tout commandé par le donjon. A l’extrémité sud de ce mur, se trouve la porte de la basse-cour qui semble avoir été le seul moyen d’accéder au château. Cette entrée devait prendre la forme d’une petite tour carrée, surmontée d’un corps de garde. Elle fut construite sur l’intérieur de la cour, ce qui ne lui permettait pas de flanquer le fossé, et qui lui enlevait ainsi tout intérêt défensif. On peut encore voir un mur partir de la tour-porte en direction de l’ouest sur une quarantaine de mètres et atteindre les restes pratiquement disparus de ce qui aurait pu être une échauguette. Il ne reste de cette construction qu’une base maçonnée de forme arrondie, de petite taille et légèrement saillante, qui fut encore localisée sur les plans cadastraux de 1827. Si ces restes sont bien une échauguette, il est fort probable que ce soit l’emplacement d’un angle du rempart, qui vraisemblablement, revenait vers la porte de la haute-cour du château. Ces murs sont d’autant plus présents qu’ils furent dégagés de la végétation qui les dissimulait, ce qui révéla l’existence d’une bouche à feu. Cet organe de tir, placé à six mètres de l’hypothétique échauguette, mesure un mètre de haut pour quatre-vingt centimètres de large et est fortement évasé sur l’extérieur. Le mur où est placée cette bouche à feu, semble posséder deux parties très distinctes. La première, généralement la partie la plus basse, ressemble en tout point au style utilisé pour les bâtiments du XIIIe siècle, grand appareil bien équarri et bien jointé, très homogène. La seconde partie, soit au-dessus, soit dans l’emplacement du mur ancien qui n’existe plus, est faite avec des pierres d’appareil très différent, mal taillées et peu jointées, mais c’est néanmoins dans cette partie que figure la bouche à feu. L’emplacement de cette bouche à feu nous indiquerait un niveau du sol diffèrent au XVe siècle et certainement au XIIIe siècle, puisqu’actuellement le sol atteint le haut du mur, au-dessus de la bouche à feu. Cela montre une hauteur de sol bien au-dessus de son niveau d’origine.
Typologie des meurtrières
Sur le site de Sauveterre, on peut constater un nombre important d’organes de tirs. On référence en tout vingt et une meurtrières, en écartant de ce comptage les ouvertures fines et verticales que l’on trouve dans les escaliers, dont la forme est trompeuse mais l’emploi évident d’éclairage. Le seul point commun de ces différentes meurtrières repose sur l’emplacement dans lequel elles sont disposées, dans tous les cas elles sont logées dans de profondes et larges niches.
On peut les différencier :
- Archère cruciforme double à étrier, on en dénombre neuf, huit dans l’enceinte de la basse cour et une au premier étage de la tour nord.
- Archère en rame inversée à étrier, trois exemplaires sont présents au rez-de-chaussée de la tour ouest.
- Archère cruciforme triple à étrier, elles se situent toutes dans l’enceinte de la cour interne et on en compte sept. Ces archères-là sont un peu spéciales puisqu’elles ont subi des transformations, toute la partie basse a été modifiée de façon à en faire des archères cruciformes à rame et étriers. C’est-à-dire que la pierre entre la deuxième et troisième croix, a été cassée volontairement, puisque c’est le cas de toutes ces archères-là, et toutes à cet endroit précis.
- Archère cruciforme simple à étriers, il en existe deux exemples au rez-de-chaussée de la tour nord 
Il reste le ou les bouches à feu de la basse-cour à étudier. 